# Burmannia itoana
Burmannia itoana är en enhjärtbladig växtart som beskrevs av Tomitaro Makino. Burmannia itoana ingår i släktet Burmannia och familjen Burmanniaceae. Inga underarter finns listade i Catalogue of Life.

## Bildgalleri

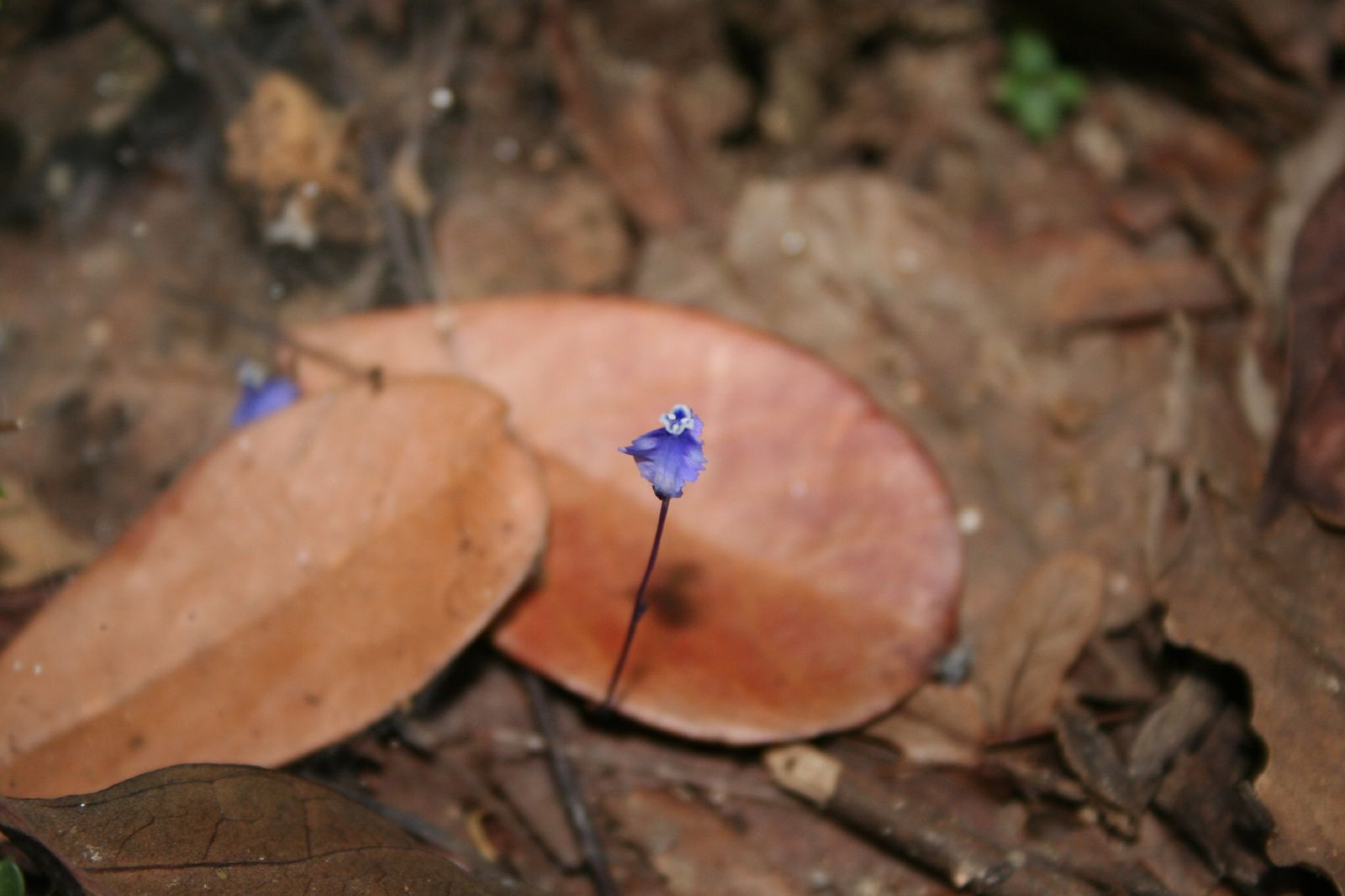
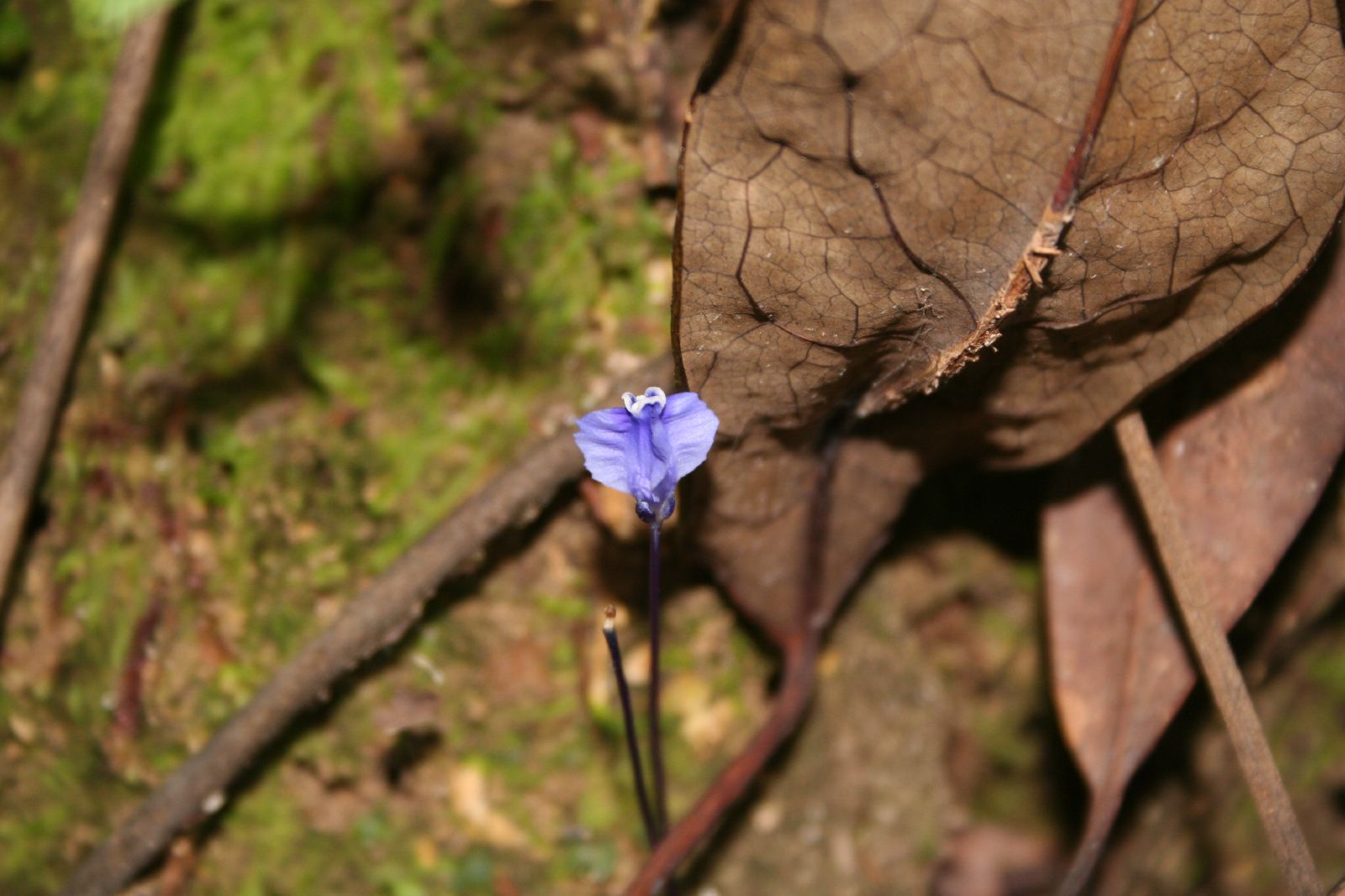
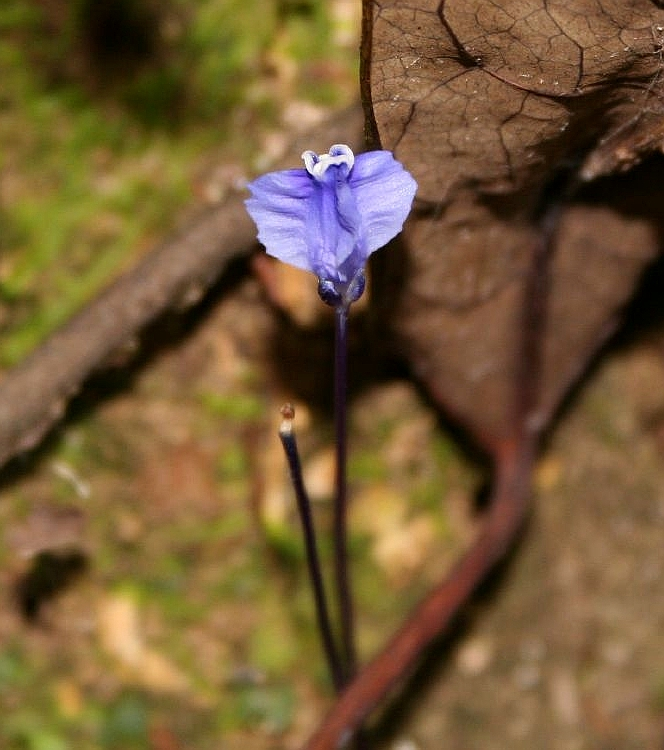